# شهرستان بکیل المیر
بکیل المیر (به عربی: مدیریة بکیل المیر) یک ناحیه در یمن است که در استان حجه واقع شده‌است.

## خصوصیات
بکیل المیر ۲۱٬۷۰۱ نفر جمعیت دارد.